# Estación de Barceloneta
Barceloneta es una estación de la línea 4 de Metro de Barcelona situada en el barrio homónimo junto en el distrito de Ciutat Vella, cerca de la playa y del parque de la Ciudadela y no muy lejos de la Villa Olímpica de Barcelona. A menos de 500 metros se encuentra la Estación de Francia de ferrocarril, donde se puede tomar la línea R2 Sur de Cercanías Barcelona y varios servicios de Media Distancia.
Es la estación menos profunda de Metro de Barcelona exceptuando las que no son subterráneas dada su proximidad al mar. El tramo de línea donde se encuentra se construyó a cielo abierto tapando el túnel después.

## Historia
Las obras para la llegada del metro a La Barceloneta se iniciaron en 1971, como parte de la nueva Línea IV, que en 1982 fue renombrada como Línea 4. Esta nueva línea nació con la segregación y prolongación, por ambos extremos, de lo que hasta entonces era un ramal de la línea III, y que funcionaba desde 1934 entre Aragón y Correos.
La construcción de la prolongación hasta Barceloneta estuvo plagada de retrasos y contratiempos. El más significativo fue una explosión subterránea, en noviembre de 1973, que destruyó gran parte de las galerías y obligó a paralizar temporalmente las obras.
Finalmente, el 15 de marzo de 1976, a las 15 horas, se estrenó el tramo de la línea IV entre Jaume I y Barceloneta. Al acto inaugural asistieron el gobernador civil de la provincia, Salvador Sánchez-Terán y el alcalde de Barcelona, Joaquín Viola, además de varias autoridades del transporte metropolitano.
La nueva terminal de Barceloneta reemplazó a la anterior, Correos, ubicada a 500 metros de Barceloneta y que fue clausurada. A diferencia de esta, Barceloneta fue construida de forma contigua a las estaciones de Francia y Cercanías, esta última hoy desaparecida, creando así un intercambiador ferroviario con RENFE.
Barceloneta fue terminal de la Línea IV hasta que, un año y medio más tarde, el 7 de octubre de 1977, se inauguró la prolongación hasta Selva de Mar, que incluía cinco nuevas estaciones: Ribera, Pedro IV, Luchana, Pueblo Nuevo y la propia Selva de Mar.
La estación de Barceloneta tenía un acceso conectado directamente con el patio de la estación de Cercanías, que fue clausurada el 11 de junio de 1990, con motivo del cierre y derribo de la estación de RENFE. Ese mismo día fue también clausurado otro acceso al paseo Juan de Borbón (antes llamado paseo Nacional), eliminado por la construcción de la Ronda del Litoral.
Entre 2008 se llevaron a cabo obras para adaptar la estación a las personas de movilidad reducida, incluyendo la instalación de tres ascensores: uno para comunicar la calle con el vestíbulo, y dos más para conectar el vestíbulo con cada andén. El coste de las obras, que incluían también la instalación de nuevas máquinas validadoras, ascendió a 2,9 millones de euros.

## Líneas
| << cabecera   | < estación | línea | estación >                  | cabecera >> |
| ------------- | ---------- | ----- | --------------------------- | ----------- |
| Metro         |            |       |                             |             |
| Trinitat Nova | Jaume I    |       | Ciutadella \| Vila Olímpica | La Pau      |

## Enlaces
- Página oficial del TMB

- Datos: Q591874
- Multimedia: Barceloneta metrostation / Q591874